# Cotignac
Cotignac – miejscowość i gmina we Francji, w regionie Prowansja-Alpy-Lazurowe Wybrzeże, w departamencie Var.
Według danych na rok 1990 gminę zamieszkiwały 1792 osoby, a gęstość zaludnienia wynosiła 40 osób/km² (wśród 963 gmin regionu Prowansja-Alpy-W. Lazurowe Cotignac plasuje się na 284. miejscu pod względem liczby ludności, natomiast pod względem powierzchni na miejscu 167.).